# ウェー島

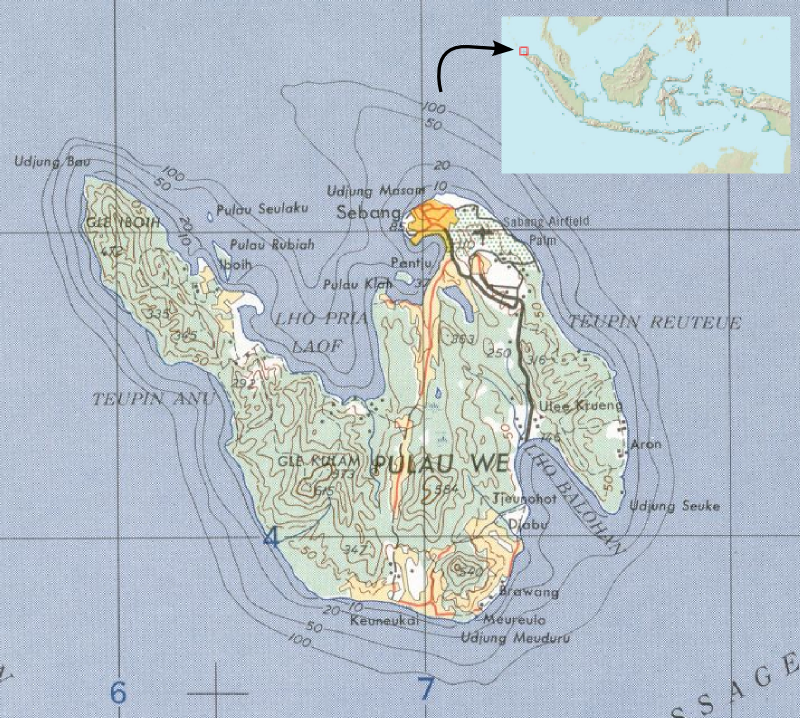
ウェー島地図

ウェー島（ウェーとう、インドネシア語：Pulau Weh）、戦時中も含め、最大の都市の名前からサバン島と呼ばれることもある。スマトラ島アチェ州の北西にある小さな活火山の島で、バンダアチェ本土から17km北にあり高速フェリーで45分、通常フェリーで１時間。面積は156.3 km2、人口:33,215人（2015年）。主要産業は漁業と観光業。

## 概要
ウェー島のサバンはインドネシアで最も北かつ西にある都市として知られ「サバン(最西端)からメラウケ(最東端)」とインドネシアの広さを表現する時によく使われる。インドネシア最西端付近の島であることにちなみ，距離計測開始地点という意味でのゼロキロメーターポイントと呼ばれるスポットがある。
ウェー島の名前の由来はアチェ語のウェーからで，移る，引っ越 すという意味。以前はウェー島とスマトラ島は繋がっており， 火山噴火の影響で，現在のウェー島部分がスマトラ島と切り離され，島となったと の言い伝えが由来。

美しい海洋環境で知られ、インドネシア政府は、島周辺の60平方キロメートル（23平方マイル）の内陸と海を野生生物保護地域として宣言している。
座標: 北緯5度50分05秒 東経95度18分48秒 / 北緯5.834853度 東経95.313267度